# Russas
Russas là một đô thị thuộc bang Ceará, Brasil. Đô thị này có diện tích 1588,105 km², dân số năm 2007 là 62490 người, mật độ 39,35 người/km².